# Reggie Perry
Reginald Jordan «Reggie» Perry (Thomasville, Georgia; 21 de marzo de 2000) es un baloncestista estadounidense que pertenece a la plantilla de los Zhejiang Golden Bulls de la CBA. Con 2,03 metros de estatura, ocupa la posición de ala-pívot.

## Trayectoria deportiva

### Universidad
Jugó dos temporadas con los Bulldogs de la Universidad Estatal de Misisipi, en las que promedió 13,4 puntos, 8,6 rebotes y 1,4 asistencias por partido. En su primera temporada fue incluido en el mejor quinteto de novatos de la Southeastern Conference, mientras que al año siguiente lo fue en el mejor quinteto absoluto de la conferencia, siendo además elegido Jugador del Año de la SEC, compartiendo el galardón con Mason Jones.
Al término de su segunda temporada, se declaró elegible para el Draft de la NBA, renunciando a los dos años de universidad que le quedaban.

#### Estadísticas
| Año     | Equipo            | PJ | PT | MPP  | %TC  | %3P  | %TL  | RPP  | APP | ROB | TPP | PPP  |
| ------- | ----------------- | -- | -- | ---- | ---- | ---- | ---- | ---- | --- | --- | --- | ---- |
| 2018–19 | Mississippi State | 34 | 18 | 23.9 | .502 | .282 | .716 | 7.2  | .6  | .6  | .7  | 9.7  |
| 2019–20 | Mississippi State | 31 | 31 | 31.1 | .500 | .324 | .768 | 10.1 | 2.3 | .8  | 1.2 | 17.4 |
| Total   | Total             | 65 | 49 | 27.3 | .501 | .309 | .748 | 8.6  | 1.4 | .7  | .9  | 13.4 |

### Profesional
Fue elegido en la quincuagésimo séptima posición del Draft de la NBA de 2020 por Los Angeles Clippers, pero fue posteriormente traspasado a los Brooklyn Nets. El 27 de noviembre firmó contrato con los Nets.
El 21 de septiembre de 2021 fichó por los Toronto Raptors para disputar la pretemporada. Pero el 13 de octubre es cortado por los Raptors sin llegar a debutar en partido oficial. Posteriormente firmaría con los Raptors 905 como jugador afiliado.
El 28 de diciembre de 2021, Perry firmó un contrato de 10 días con los Portland Trail Blazers. Posteriormente se oncorporaría a los Raptors 905 de la G League.
El 8 de abril de 2023 firmó con Changwon LG Sakers de la Liga de baloncesto de Corea.

## Estadísticas de su carrera en la NBA

### Temporada regular
| Año     | Equipo   | PJ | PT | MPP  | %TC   | %3P  | %TL  | RPP | APP | ROB | TPP | PPP  |
| ------- | -------- | -- | -- | ---- | ----- | ---- | ---- | --- | --- | --- | --- | ---- |
| 2020-21 | Brooklyn | 26 | 0  | 8.1  | .410  | .190 | .769 | 2.8 | .5  | .2  | .2  | 3.0  |
| 2021-22 | Portland | 9  | 1  | 19.7 | .500  | .188 | .600 | 5.1 | 1.3 | 1.0 | .7  | 10.0 |
| 2021-22 | Indiana  | 1  | 0  | 10.0 | 1.000 | –    | –    | 1.0 | .0  | .0  | .0  | 2.0  |
| Total   | Total    | 36 | 1  | 11.1 | .459  | .189 | .679 | 3.3 | .7  | .4  | .3  | 4.7  |

### Playoffs
| Año   | Equipo   | PJ | PT | MPP | %TC  | %3P  | %TL | RPP | APP | ROB | TPP | PPP |
| ----- | -------- | -- | -- | --- | ---- | ---- | --- | --- | --- | --- | --- | --- |
| 2021  | Brooklyn | 5  | 0  | 4.4 | .538 | .400 | —   | 1.2 | .2  | .2  | .0  | 3.2 |
| Total | Total    | 5  | 0  | 4.4 | .538 | .400 | —   | 1.2 | .2  | .2  | .0  | 3.2 |